# ایتاپاریکا (باهیا)
ایتاپاریکا (به پرتغالی: Itaparica) یک شهرداری در برزیل است که در باهیا واقع شده‌است. ایتاپاریکا ۱۱۵٫۹۲۲ کیلومتر مربع مساحت و ۲۲٬۳۳۷ نفر جمعیت دارد.